# إللي نحبهم (مسلسل)
إللي نحبهم، مسلسل إماراتي عرض في 2021.

## البطولة
- احمد الجسمي بدور «أبو جابر»
- فاطمة الحوسني بدور «سارة - ام حسن»
- جمعة علي بدور «خميس المنقاشي»
- مروان عبد الله بدور «حسن»
- نشوى مصطفى بدور «توحة»
- عائشة عبدالرحمن بدور «ام عبد الله»
- مرعي الحليان بدور «إبراهيم»
- ميثا محمد بدور «منى»
- ماجد الجسمي بدور «جابر»
- محمد القطان
- علياء محمد
- بدور
- عبد الله الغامدي بدور «طلال - ضيف شرف»
- سعيد الهرش
- ناجي جمعه بدور «عادل»
- احمد ناصر
- رامي مجدي
- محمد جمعة
- خليفة البحري
- حسين سعيد سالم
- حمدان الهنداسي
- عبد الله بو شامس بدور «أبو العنود»
- عادل خميس
- عادل سبيت
- خالد المعني بدور «الساحر - ضيف شرف»
- بدر الرئيسي
- عبد الرحمن الكأس